# Hortensia
Hortensia, (/haɪˈdreɪndʒiə/) numită în mod obișnuit hortensia, este un gen de peste 75 de specii de plante cu flori originare din Asia și America. De departe, cea mai mare diversitate de specii se află în estul Asiei, în special în China, Coreea și Japonia. Cele mai multe sunt arbuști de 1-3 m (3 ft 3 in - 9 ft 10 in) înălțime, dar unele sunt arbori mici, iar altele liane care ajung până la 30 m (100 ft) prin cățărarea pe copaci. Pot fi fie foioase, fie veșnic verzi, deși speciile temperate cultivate pe scară largă sunt toate foioase.
Hydrangea provine din limba greacă și înseamnă "vas de apă" (de la ὕδωρ húdōr "apă" + ἄγγος ángos or αγγεῖον angeîon "vessel"), cu referire la forma capsulelor semințelor sale. Numele anterior, Hortensia, este o versiune latinizată a prenumelui francez Hortense, în onoarea astronomului și matematicianului francez Nicole-Reine Hortense Lepaute.

## Culori și aciditatea solului
La majoritatea speciilor, florile sunt albe, dar la altele (în special H. macrophylla), acestea pot fi albastre, roșii, roz, violet deschis sau violet închis. La aceste specii, schimbarea culorii florale are loc datorită prezenței ionilor de aluminiu care sunt disponibili sau legați în funcție de pH-ul solului. Pentru soiurile H. macrophylla și H. serrata, culoarea florilor poate fi determinată de aciditatea relativă a solului: un sol acid (pH sub 7) va avea ioni de aluminiu disponibili și va produce, de obicei, flori de culoare albastră spre violet, în timp ce un sol alcalin (pH peste 7) va bloca ionii de aluminiu și va produce flori roz sau roșii. 